# GBU-8 HOBOS
GBU-8 HOBOS (Homing Bomb System) var USAF:s första precisionsstyrda bomb. Den användes under Vietnamkriget men ersattes i början av 1980-talet av den förbättrade varianten GBU-15 och de laserstyrda bomberna i Paveway-serien.

## Utveckling
År 1967 fick Rockwell International i uppdrag av USA:s flygvapen att konstruera en precisionsstyrd bomb baserad på Mark 84 och samma målsökare som AGM-62 Walleye. Till skillnad från Walleye var kravet att det här systemet skulle vara modulärt för att kunna monteras på flera olika bomber. Systemet utvärderades under stridsmässiga förhållanden i Vietnam 1969 och togs därefter i tjänst med beteckningen GBU-8. En variant med dubbelt så stor sprängkraft baserad på bomben M118 togs också i tjänst med beteckningen GBU-9.

## Konstruktion
Systemet består av en tung flygbomb (antingen en Mark 84 eller M118), en målsökare (KMU-353 med TV eller KMU-359 med FLIR) samt en stjärtsektion med fenor och roder. Till skillnad från efterföljaren GBU-15 har GBU-8/9 ingen radiolänk och bomben kan därför inte styras efter att den släppts. I stället behöver bombens målsökare låsas på målet innan den släpps. Det gjorde HOBOS till ett fire-and-forget-system, men den var ändå mindre flexibel och mindre pålitlig än laserstyrda system som Paveway och dessutom var de betydligt dyrare.

## Användning
Över 700 bomber användes av USAF under Vietnamkriget. Även Israel använde ett mindre antal GBU-8 under Jom Kippurkriget och Inbördeskriget i Libanon.